# Suzano
Suzano est une ville brésilienne de l'est de l'État de São Paulo.
L'émancipation politique de la municipalité de Suzano s'est produite à la fin des années 1940 et, depuis lors, elle se distingue dans la région métropolitaine de São Paulo comme un pôle industriel, notamment dans le secteur chimique. Lorsqu'elle est devenue une municipalité, Suzano abritait déjà 563 industries et 5 274 entreprises;[8] à cela s'ajoute le fait qu'elle dispose d'un secteur commercial diversifié, avec des centres commerciaux dans les quartiers de Boa Vista et Palmeiras, en plus du Centre - qui possède même un centre commercial -, la municipalité figurait, en 2009, parmi les vingt qui collectent le plus de taxe sur la circulation des biens et services - (ICMS), dans l'État de São Paulo.
La croissance industrielle de Suzano a été stimulée dans le passé grâce à la disponibilité de lieux pour créer des entreprises et à son accès aux autoroutes qui mènent à l'intérieur et à la côte de l'État. Directement à travers Suzano, passent les autoroutes Índio Tibiriçá, Rodoanel et Henrique Eroles. Suzano a un accès direct à Rodovia Ayrton Senna, Rodovia Anchieta et un accès indirect à Mogi-Dutra et par conséquent Dutra lui-même.

## Géographie
Suzano se situe par une latitude de 23° 32' 34" sud et par une longitude de 46° 18' 39" ouest à une altitude de 749 m.
Sa population était de 268 777 habitants au recensement de 2007. La municipalité s'étend sur 206 km2.
Elle fait partie de la microrégion de Mogi das Cruzes, dans la mésoregion métropolitaine de São Paulo.

## Massacre
- le 13 mars 2019, une tuerie dans une école fait 8 morts[7].

## Destinations touristiques
(octobre 2023).
- Statue "Dama das Flores" et  "Praça Cidade das Flores" - La statue "Dama das Flores", d'une hauteur de 11 mètres, symbolise la ville. Elle se trouve sur la place "Cidade das Flores", un charmant espace public entouré de magnifiques jardins fleuris. C'est l'endroit idéal pour se détendre, se promener et profiter de la nature. Cette place offre également des aires de jeux pour les enfants, des bancs pour se reposer, et parfois, des événements culturels. C'est un véritable trésor verdoyant au cœur de la ville, offrant une évasion paisible loin de l'agitation urbaine.
- Magic City - Le Magic City est un parc aquatique situé au cœur de la forêt atlantique. Il propose une variété d'attractions pour tous les âges, notamment des piscines classiques et chauffées, des piscines à vagues, des toboggans aquatiques, des attractions extrêmes, et même des possibilités d'hébergement pour profiter en famille de plusieurs jours de plaisir.
- Temple Bouddhiste Jomyogi - Le temple bouddhiste Jomyoji est un lieu de sérénité et de spiritualité, offrant un havre de paix propice à la méditation et à la contemplation. Les visiteurs peuvent admirer l'architecture japonaise traditionnelle du temple ainsi que les jardins paysagers. Chaque année, généralement le premier dimanche de décembre, a lieu le Tyoutin Matsuri, un festival de lanternes qui présente de magnifiques illuminations, des attractions et une variété de plats.
- Parc Municipal Max Feffer - Le parc municipal Max Feffer est le seul de la ville et offre un espace de loisirs et de détente. Il est équipé d'installations telles que des aires de pique-nique, des sentiers de randonnée, des aires de jeux pour enfants, des terrains de sport, et un lac artificiel. Le parc abrite également le "Viveiro Municipal Tomoe Uemura," le "Suzano Skate Park," le "Jardim da Paz," et la "Arena Suzano."
- Viveiro Municipal Tomoe Uemura - La pépinière de plantes est un espace créé pour soutenir le projet de reforestation de la ville. Elle propose des cours, des ateliers, et des dons de plants. La pépinière compte des centaines d'espèces de plantes fleuries et fruitières.
- Play Pet - Play Pet est un espace d'exercice, d'entraînement, et de loisirs pour chiens et chats, équipé d'obstacles pour stimuler et divertir les animaux de toutes tailles.